# Melodic
Melodic este un sit web suedez de critică muzicală, știri și interviuri. Fiind lansat în anul 1999, Meloduc abordează subiecte variate, însă se concentrează pe muzica „underground”.